# Christian August Friedrich Peters
Christian August Friedrich Peters (Amburgo, 7 settembre 1806 – Kiel, 8 maggio 1880) è stato un astronomo tedesco.

## Biografia
Peters era figlio di un mercante e, sebbene non frequentasse regolarmente la scuola secondaria, conseguì buoni risultati in matematica e astronomia. Nel 1826 divenne assistente di Heinrich Christian Schumacher presso l'Osservatorio di Altona. Schumacher lo incoraggiò a studiare astronomia e Peters ottenne un dottorato di ricerca sotto Friedrich Bessel presso l'Università di Königsberg. Nel 1834 divenne assistente presso l'osservatorio di Amburgo e nel 1839 entrò a far parte dello staff dell'osservatorio di Pulkovo. Nel 1849 divenne professore di astronomia a Königsberg e poco dopo succedette a Friedrich Wilhelm Bessel come direttore dell'osservatorio locale. Nel 1854 divenne direttore dell'osservatorio di Altona e direttore della rivista scientifica Astronomische Nachrichten. Peters curò la rivista per il resto della sua vita, pubblicandone 58 volumi. Nel 1872 l'osservatorio fu dislocato a Kiel e Peters vi si trasferì di conseguenza. Nel 1866 fu eletto membro straniero dell'Accademia reale svedese delle scienze.
Peters fu un pioniere nella teoria degli errori per la sua nota del 1856 sulla stima della precisione usando le deviazioni assolute.
Peters vinse la Medaglia d'oro della Royal Astronomical Society nel 1852.
Suo figlio fu l'astronomo Carl Friedrich Wilhelm Peters.

## Opere
- Numerus constans nutationis ex ascensionibus rectis stellae polaris in specula Dorpatensi annis 1822 ad 1838 observatis deductus. (1842)
- Resultate aus Beobachtungen des Polarsterns am Ertelschen Vertikalkreise. 1842
- Recherches sur la parallaxe des étoiles fixes. (1847)
- Über die eigene Bewegung des Sirius. Diese Schrift führte zur Entdeckung des Sirius-Begleiters. Astronomische Nachrichten, 32, (1851), 1-58.
- Über die Bestimmung des wahrscheinlichen Fehlers einer Beobachtung aus den Abweichungen der Beobachtungen von ihrem arithmetischen Mittel, Astronomische Nachrichten, 44, (1856). 29-32.